# No escribiré arte con mayúscula
No escribiré arte con mayúscula es una película documental española de 2015 dirigida por Luis Deltell y Miguel Álvarez-Fernández que trata sobre la obra de Isidoro Valcárcel Medina.

## Sinopsis y críticas destacadas
El documental trata sobre la obra del artista conceptual Isidoro Valcárcel Medina. Para poder datar su obra, este trabajo se articula con testimonios de personas cercanas al artista, usando básicamente la palabra. Mediante las anécdotas se reconstruyen las obras efímeras y performances realizadas por el artista a lo largo de su vida.
La obra, que es una pieza de 100 minutos, recoge deliberadamente los testimonios directos sobre la personalidad y la obra de Valcárcel Medina. Es un documental de entrevistas, "todo él rodado en un mismo espacio, que logra la expresividad y elocuencia de las palabras para, en última instancia, indagar en la pregunta básica de qué es el arte; y lo hace a través de un excelente ritmo y algunos toques de humor que logran la complicidad del espectador", según explica José Luis Sánchez Noriega.
Por su parte, la comisaria y crítica de arte Suset Sánchez sintetiza las principales cuestiones abordadas en el documental: "Más allá encontramos la importancia de los temas de debate estético que cada pequeño capítulo de la película introduce, presentados a través de la recuperación de distintas obras de Valcárcel Medina por medio de la oralidad: el binomio arte-sociedad en la definición de la función de las prácticas artísticas, la capacidad utópica y contracultural del pensamiento artístico, el devenir del arte como herramienta para el cambio social y su utilidad en la articulación de soluciones viables en la esfera pública; el espacio urbano como campo de inferencia del arte y la negación de la academia, el museo y el mercado en tanto espacios de coerción de la imaginación; la desmaterialización del objeto artístico y la necesaria discrecionalidad de la performatividad del arte en el espacio público; los límites éticos que prescriben los contextos del arte; el riesgo de la legitimación del artista en la esfera social; la economía política del campo artístico…".
También ha escrito sobre el film la poeta barcelonesa Ana Gorría: "¿Está el mundo bien hecho, como decía Guillén? ¿Es posible reparar el daño, los daños, las ausencias, las faltas? Esa pregunta nos asalta a cada momento mientras observamos los testimonios de las soluciones, las acciones y las obras de Valcárcel Medina en el documental". "Valcárcel Medina también interviene en la pieza para ser testigo de sí mismo, da cuenta de sus orígenes, de su formación, de su relación con el arte y con la práctica artística. Relata su relación con Zaj y su participación en los Encuentros de Pamplona. El documental incluye también reflexiones y análisis, como la de Fernando Millán al comentar la acción que realizó en el MACBA pintando un muro blanco de blanco con un pincel del cuatro. El poeta experimental afirma que la obra de Valcárcel Medina es la constatación de la angustia de un individuo que se siente dependiente de su entorno. O el análisis detallado que realiza un especialista en arte conceptual de la pieza conceptual de Valcárcel, la chuleta, con apuntes en la mano para poder comentarla. Además se describen las conferencias en morse que realizó en diferentes países y la inmersión del autor en el proceso por el que durante un período de su vida se comunicó en morse con su entorno. También se introduce la reflexión de Valcárcel sobre la legitimidad del artista para intervenir en el mundo a través de la exposición Interferencias en que el autor acudía a comedores sociales para pedir quince platos de comida y servirlos en el Círculo de Bellas Artes a precio estándar".

## Producción
El documental está rodado en Bercianos del Real Camino y en los platós de la Facultad de Ciencias de la Información de la Universidad Complutense de Madrid.

## Participantes
- Maite Angulo
- Rocío Areán
- Tono Areán
- Miguel Cereceda
- José Manuel Costa
- Norberto Dotor
- Carmen Gutiérrez
- Pilar Huete
- José Iges
- Trinidad Irisarri
- Jordi Massó
- Fernando Millán
- David Pérez
- Yolanda Pérez Herreras
- Esteban Pujals
- Alfonso Puyal
- Julia Ramírez
- María Roeseler
- Domingo Sánchez Blanco
- José Antonio Sarmiento
- Camino Valcárcel
- Isidoro Valcárcel Medina
- Jaime Vallaure
- Pelayo Varela

## Estreno y proyecciones
Este documental se estrenó en la sección Heterodocsias del Festival Internacional de Cine Documental de Navarra Punto de vista.
La presentación en Madrid tuvo lugar en la Cineteca de Madrid. Posteriormente la película ha sido proyectada en destacados festivales y centros de arte contemporáneo del Estado español, como el Museo Picasso de Málaga, Es Baluard (Palma de Mallorca), la Residencia de Estudiantes, el Teatro Pradillo (dentro de un ciclo de tres sesiones con diferentes eventos relacionados con la película), el Círculo de Bellas Artes, la Facultad de Bellas Artes de la Universidad Politécnica de Valencia, la Facultad de Bellas Artes de la Universidad de Castilla-La Mancha (como acto inaugural de "La situación 2016"), el festival "Contenedores" de Sevilla o el Festival Internacional de Cine de la ciudad de Murcia – IBAFF.
La ausencia de distribución comercial del film, así como el hecho de que todas las proyecciones siempre hayan sido acompañadas por coloquios ("performances", más bien) con Isidoro Valcárcel Medina y los directores del documental, todo ello unido a las críticas recibidas, ha otorgado a "No escribiré arte con mayúscula" el estatus de película de culto en el panorama artístico español.